# Olšanské hřbitovy
Olšanské hřbitovy jsou největší pražské pohřebiště s rozlohou 50,17 hektaru. Odhaduje se, že za dobu jejich existence zde bylo pohřbeno přibližně 2 000 000 zesnulých, což z nich činí největší pohřebiště v celé České republice. Nacházejí se v městské části Praha 3 na Žižkově a jsou rozděleny ulicí Jana Želivského na dvě části, které jsou tvořeny celkem dvanácti hřbitovy (Olšanské hřbitovy I. – hlavní část, západně od ulice Jana Želivského; Olšanské hřbitovy II. – část s Pravoslavným chrámem a čestnými pohřebišti, východně od ulice Jana Želivského). Olšanské hřbitovy (kromě sousedícího Nového židovského hřbitova) spravuje příspěvková organizace Hřbitovy a pohřební služby hl. m. Prahy, Hřbitovní správa Olšany.

## Historie

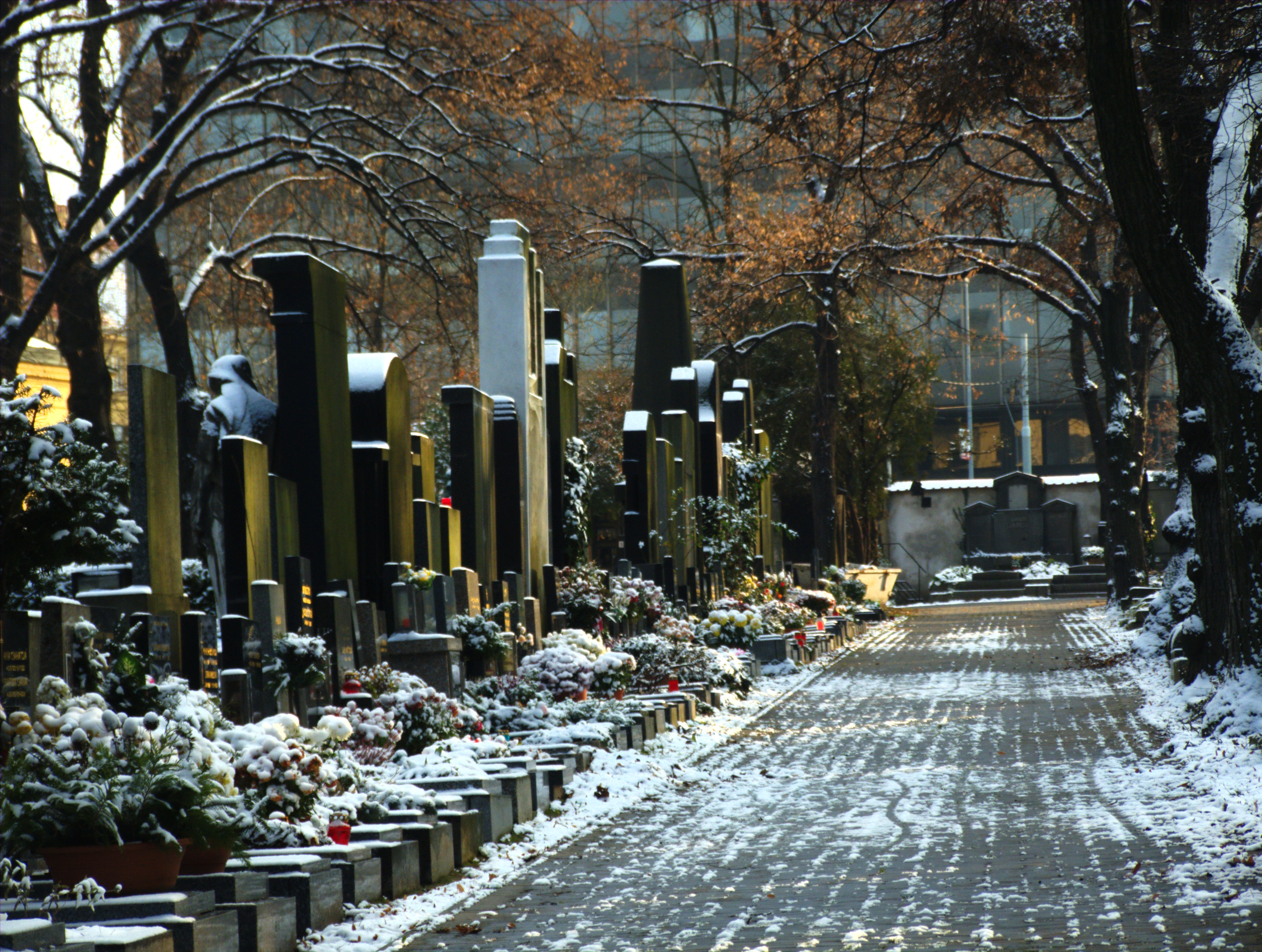
Olšanské hřbitovy

Pojmenovány jsou podle zaniklé vesnice Olšany na území Žižkova. Nejstarší I. hřbitov byl na rozloze 1131 čtverečních sáhů zřízen při morové epidemii v roce 1680, vysvěcen byl 29. ledna 1680 svatomartinským farářem Janem Václavem Olomouckým. Následně zde byl roku 1682 vybudován i kostel svatého Rocha, zasvěcený patronům na ochranu proti moru svatému Rochu, svatému Šebestiánu a svaté Rosalii. Tento I. hřbitov byl zrušen roku 1860. Hlavním pohřebištěm pro Staré Město a Nové Město se Olšanské hřbitovy staly v roce 1786, kdy bylo za josefínských reforem zakázáno pohřbívání uprostřed měst. II. hřbitov vysvětil 16. září 1786 společně s I. hřbitovem světící biskup Erasmus Krieger. Byl založen pro Staré a Nové Město Pražské na výměře 3 jitra a 480 sáhů, zrušen roku 1860. III. hřbitov byl založen jižně od II. hřbitova roku 1835 a vysvěcen byl 9. června 1839 světícím biskupem pražským Vilémem Tippmannem. Jeho výměra byla 3 jitra a 135 sáhů. IV. hřbitov byl založen 10. února 1841 na ploše 5 jiter a 323 sáhů. V. hřbitov byl vysvěcen 6. července 1862 kanovníkem dr. Františkem Plouzarem, výměru měl 6 jiter a 699 sáhů. Na jeho odděleních 1 až 4 se přestalo pohřbívat roku 1866. VI. a VII. hřbitov byly vysvěceny 28. února 1886, jejich celková výměra byla 8 jiter a 817 sáhů. VIII. a IX. hřbitov byly vysvěceny 27. ledna 1889, jejich celková rozloha byla 6 jiter a 1506 sáhů. I. obecní hřbitov byl založen roku 1896 a měl výměru 7 jiter a 852 sáhů. X. hřbitov byl otevřen roku 1910. II. obecní hřbitov se nacházel na pozemcích Starých Strašnic, pozemky byly zakoupeny roku 1917. Na I. obecní hřbitov byly v letech 1900–1906 přeneseny ostatky a náhrobky ze zrušeného evangelického hřbitova v Karlíně.

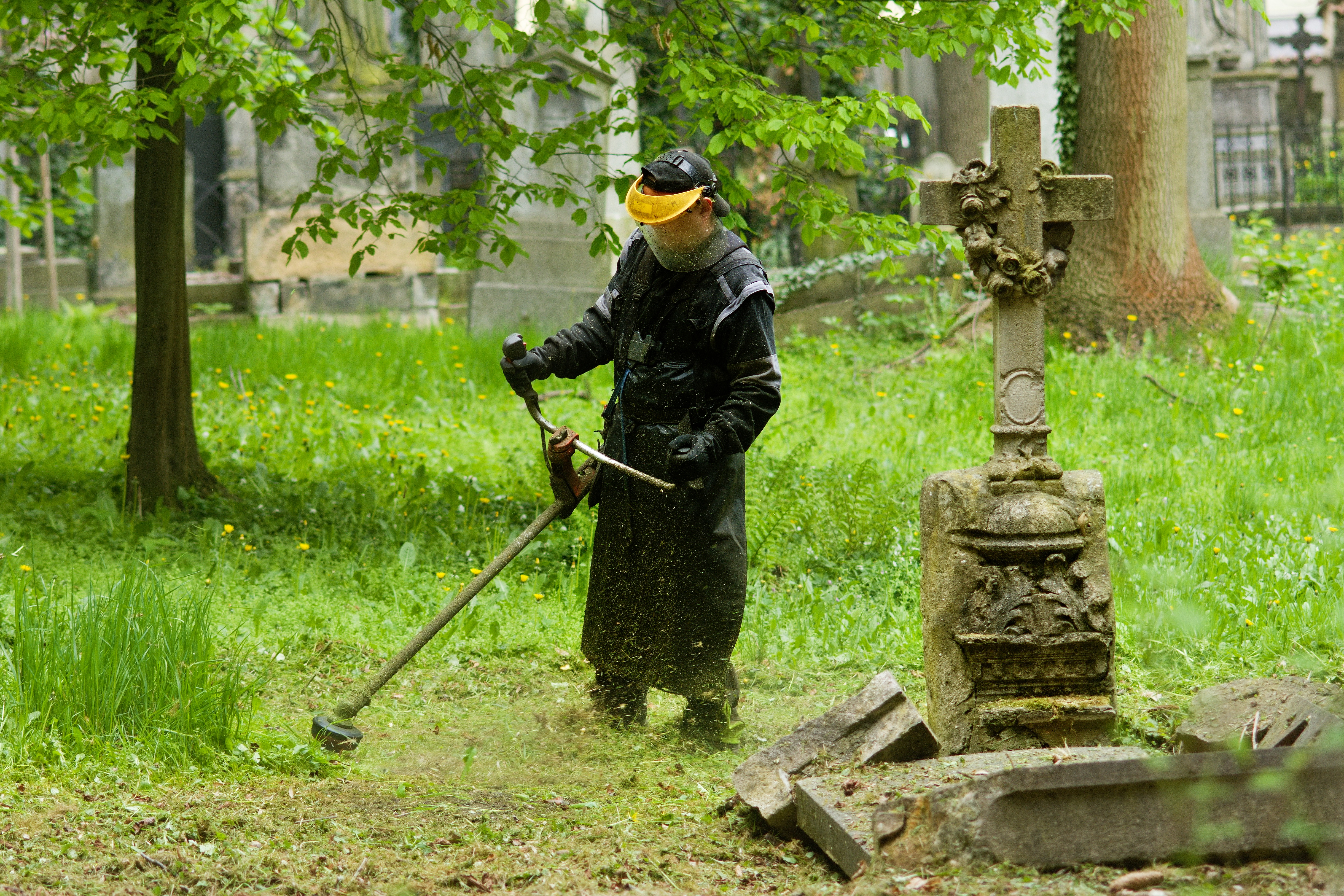
Velké plochy Olšanských hřbitovů na Praze 3 vyžadují pravidelnou údržbu

Celkem se na hřbitovech nachází zhruba 25 000 hrobek, 200 kaplových hrobek, 65 000 hrobů, 20 000 urnových hrobů, šest kolumbárních zdí a dvě rozptylové loučky. Návrhy řady hrobek a náhrobků pocházejí od významných architektů a sochařů. Nejstarší dochovanou hrobkou je Zelenkova hrobka, založená roku 1799 na ploše 87,5 m². Největším pomníkem je hrobka Hrdličkova s rozlohou 98 m², která se nachází u hlavního vchodu.
Pro odlehčení Olšanským hřbitovům rozhodla Státní regulační komise roku 1922 vybudovat tři velké hřbitovy na obvodu Prahy – na pravém břehu Vltavy pro severovýchodní část Prahy byl již v letech 1912–1914 postaven hřbitov v Ďáblicích, pro jihovýchodní část Prahy byl naplánován hřbitov na Chodovci a pro levý břeh Vltavy hřbitov v Ruzyni na Dlouhé míli. Tyto nové centrální hřbitovy měly nahradit dosavadní vnitropražské hřbitovy.

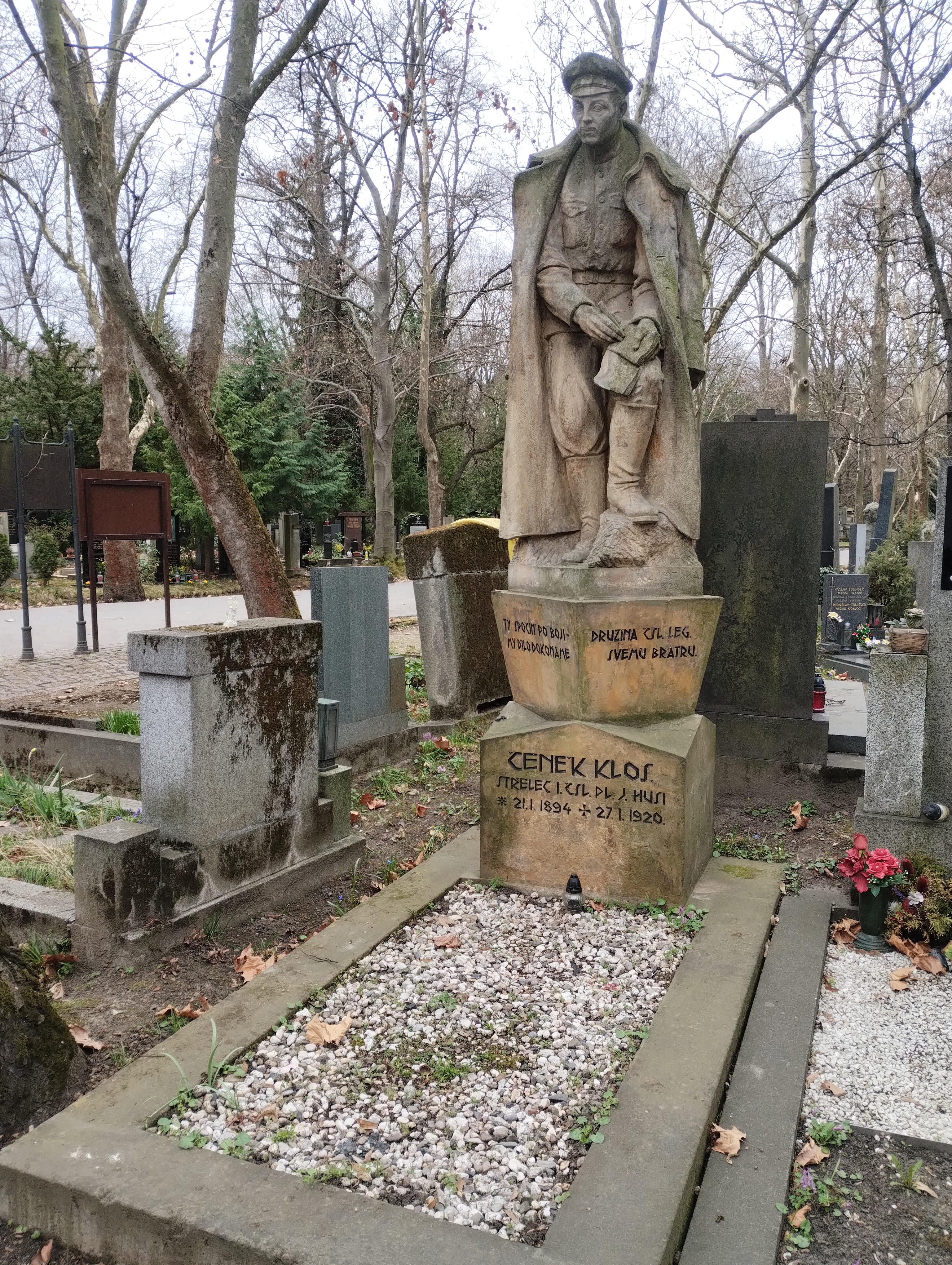
Socha legionáře Čeňka Klose

V IX. oddílu je nejmohutnější strom Olšanských hřbitovů, jasan ztepilý (Fraxinus excelsior), který je zbytkem původního porostu před založením této části a je tedy zhruba 150 let starý (odhad z roku 2021, kdy byl také změřen obvod 366 cm).

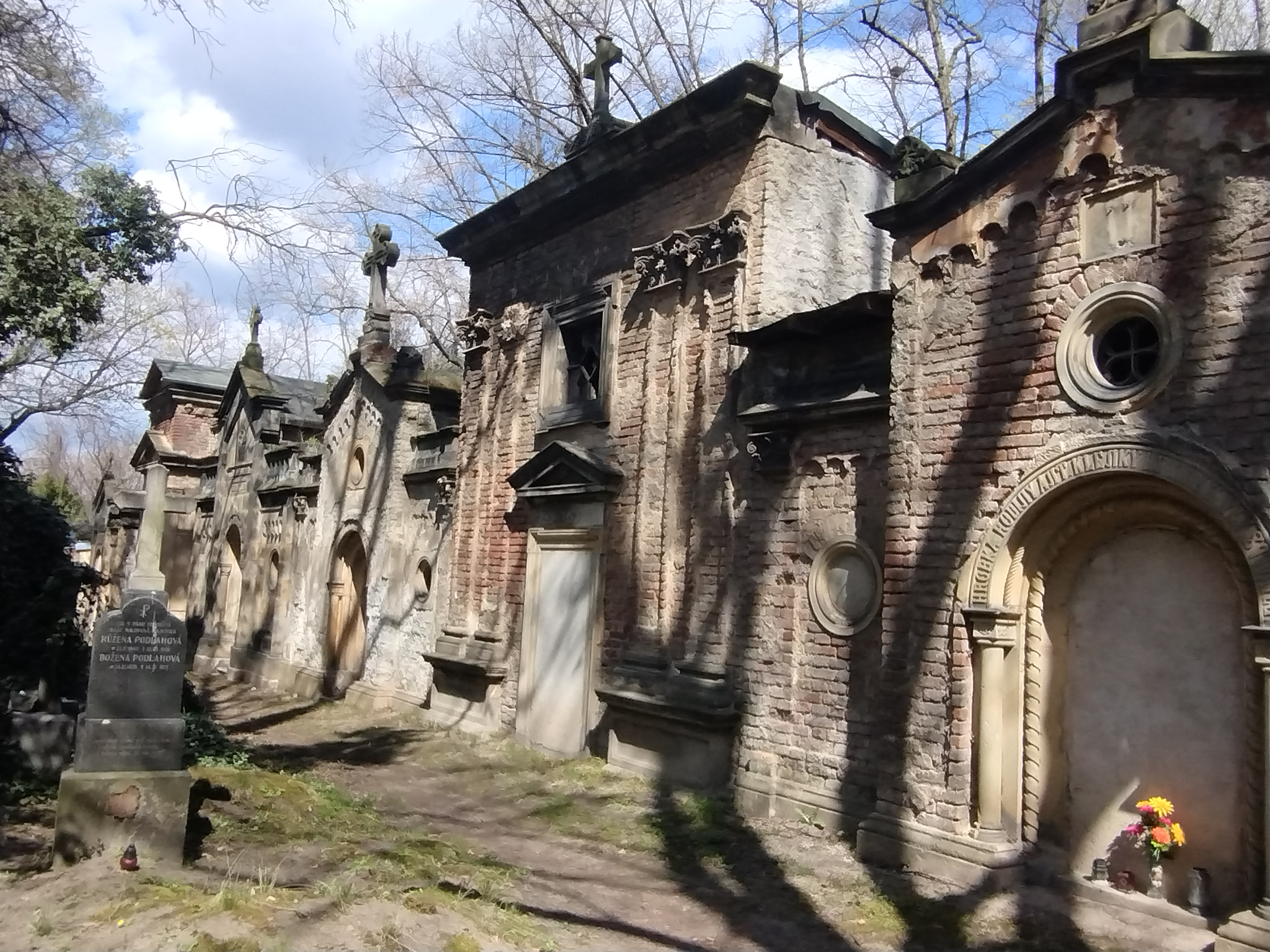
Hrobky na Olšanských hřbitovech I

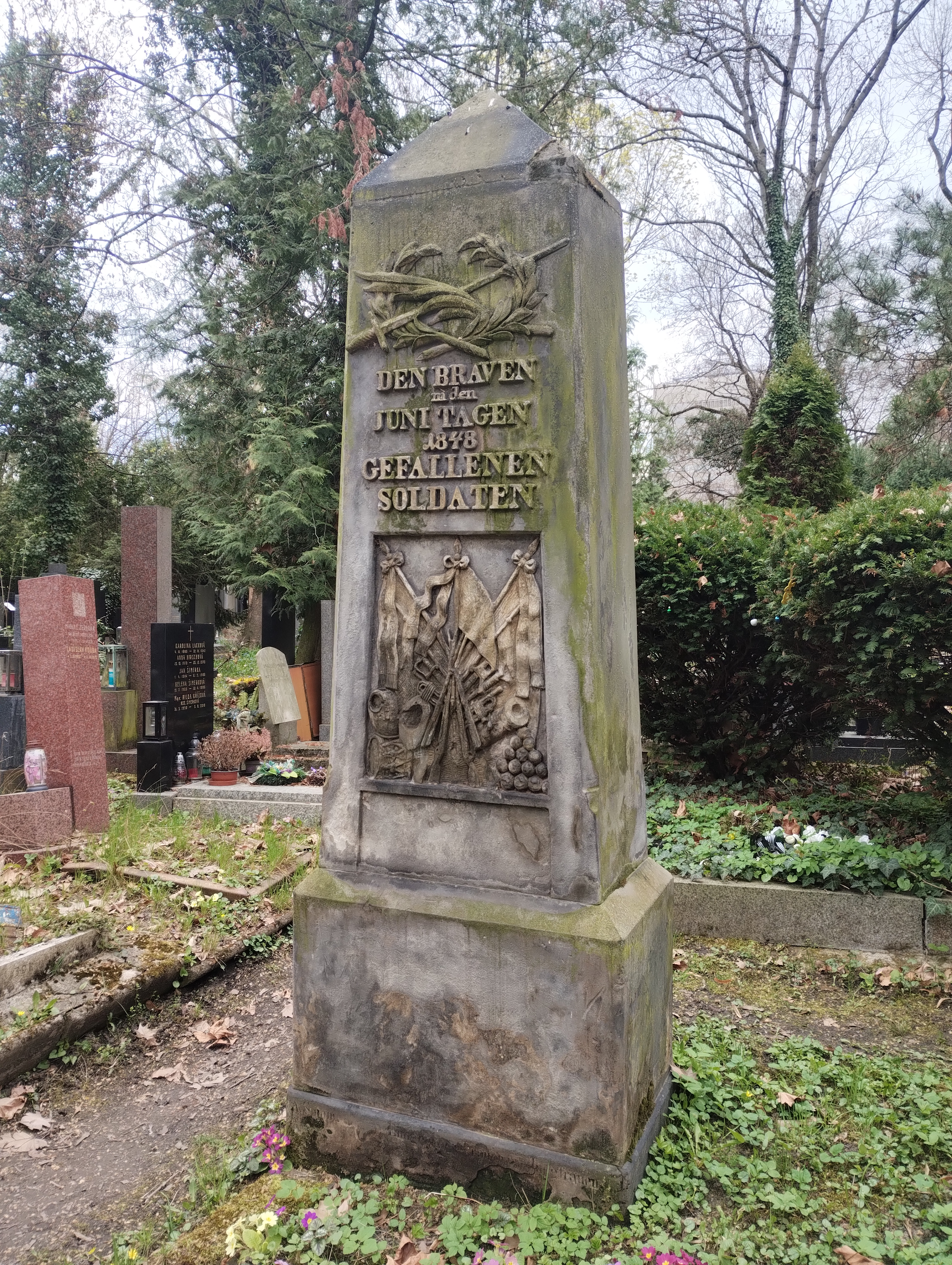
Pomník obětem války 1848

Ročně se na Olšanských hřbitovech uskuteční asi 200 pohřbů, 800 rozptylů a 1500 uložení uren (údaj z roku 2024).

### Krematorium
Od 23. listopadu 1921 do roku 1932 zde bylo v provozu první pražské krematorium. Původně novorenesanční interkonfesijní svatyně, postavená roku 1898 podle plánů Františka Velicha, byla upravena na krematorium. Kremace zde byly ukončeny roku 1932, od roku 1971 je zde Nová obřadní síň.

### Známí pohřbení
Je zde pohřbena řada významných osobností – např. student Jan Palach, Herbert, Anna a Herberta Masarykovi (syn a vnučky prezidenta T. G. Masaryka), první komunistický prezident ČSR Klement Gottwald, zakladatel Sokola Miroslav Tyrš, čeští básnící Karel Jaromír Erben a Viktor Dyk, obrozenci Ján Kollár a Pavol Jozef Šafárik, Karel Havlíček Borovský, Karel Sladkovský, spisovatelka a pěvkyně Marie Calma, významní čeští malíři František Ženíšek, Josef Mánes a Josef Huttary, novorenesanční architekt Jan Zeyer, zakladatel české egyptologie František Lexa, hispanista Rudolf Jan Slabý, cestovatel a fotograf Enrique Stanko Vráz, jeden ze zakladatelů Klubu českých turistů Vilém Kurz, zakladatel České farmakologické společnosti, Adolf Born, český ilustrátor, Alois Jandouš, československý rockový zpěvák Miki Volek, obrozenec Josef Jungmann, Jan Werich s Jiřím Voskovcem, hokejista a trenér Ivan Hlinka, českoslovenští generálové Karel Kutlvašr a Jan Syrový, herec a režisér Ladislav Smoljak, Vladimír Menšík, hudební skladatelé Jan Frank Fischer a Jaroslav Ježek nebo český kreslíř, karikaturista, ilustrátor a humorista Jiří Winter Neprakta. Dále jsou zde pohřbeni herci Jarmila Šmídová-Kluičová, Olga Augustová, Mary Jansová, Ferdinand Hart, Václav Srb, Vladimír Heidrich-Marek, Věra Skalská, Ferry Seidl, Václav Norman, Sylva Havránková, Antonín Brych, Slávka Rosenbergová, Oldřich Rosenberg, F. X. Mlejnek, Maria Strejciusová, Adolf Dobrovolný, Saša Dobrovolná, Julius Baťha, Robert Ford, Adéla Volfová, Adolf Pštross, Marie Pštrossová, Alois Charvát, Blažena Částková, Rudolf Mejkal, Bohumil Kovář, Heda Marková, Ludvík Berman, Anna Marková-Bermanová, Jan Marek, Karel Kolár, Marie Veselá, Václav Menger a řada dalších.

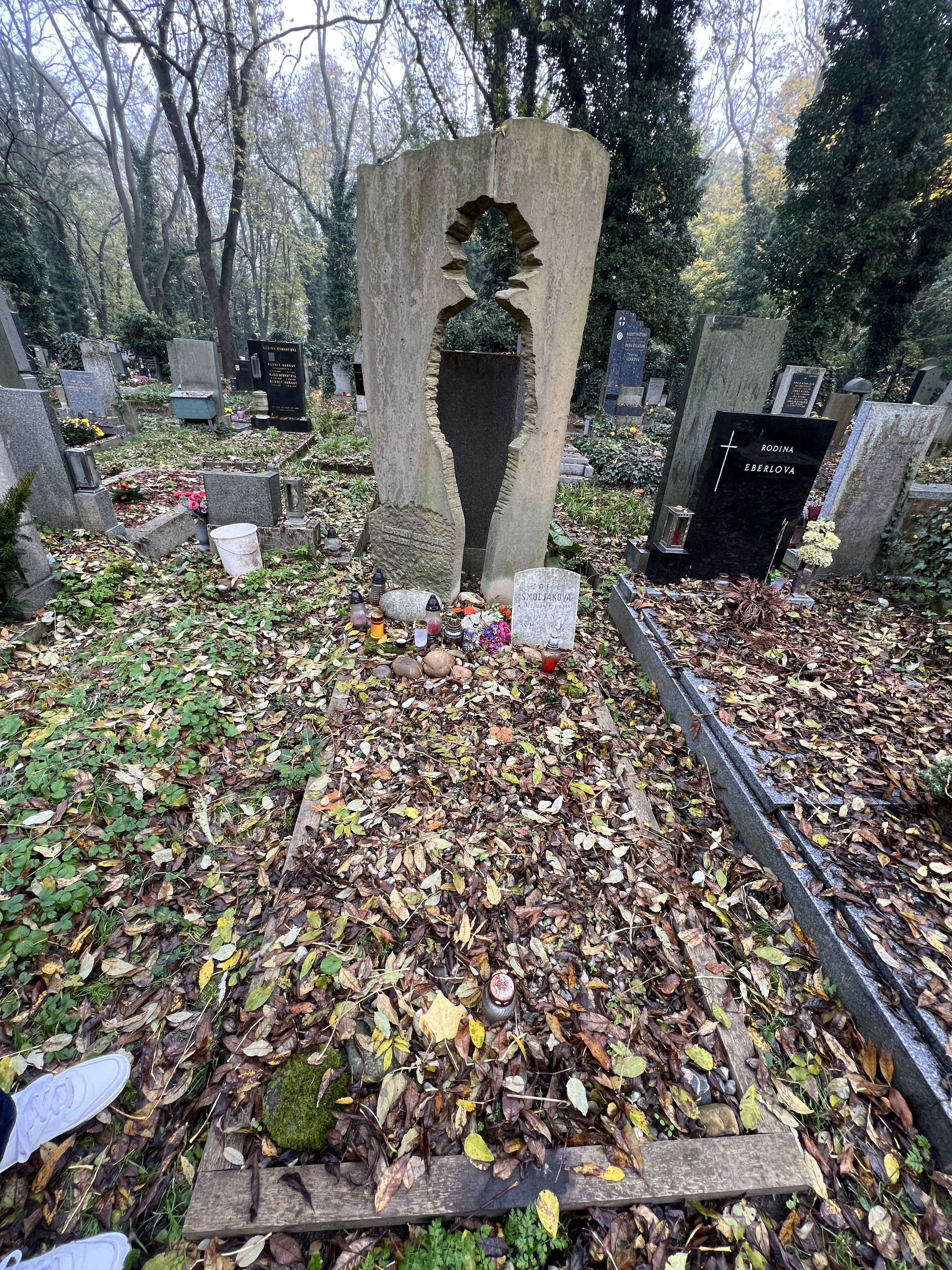
Hrob herce Ladislava Smoljaka
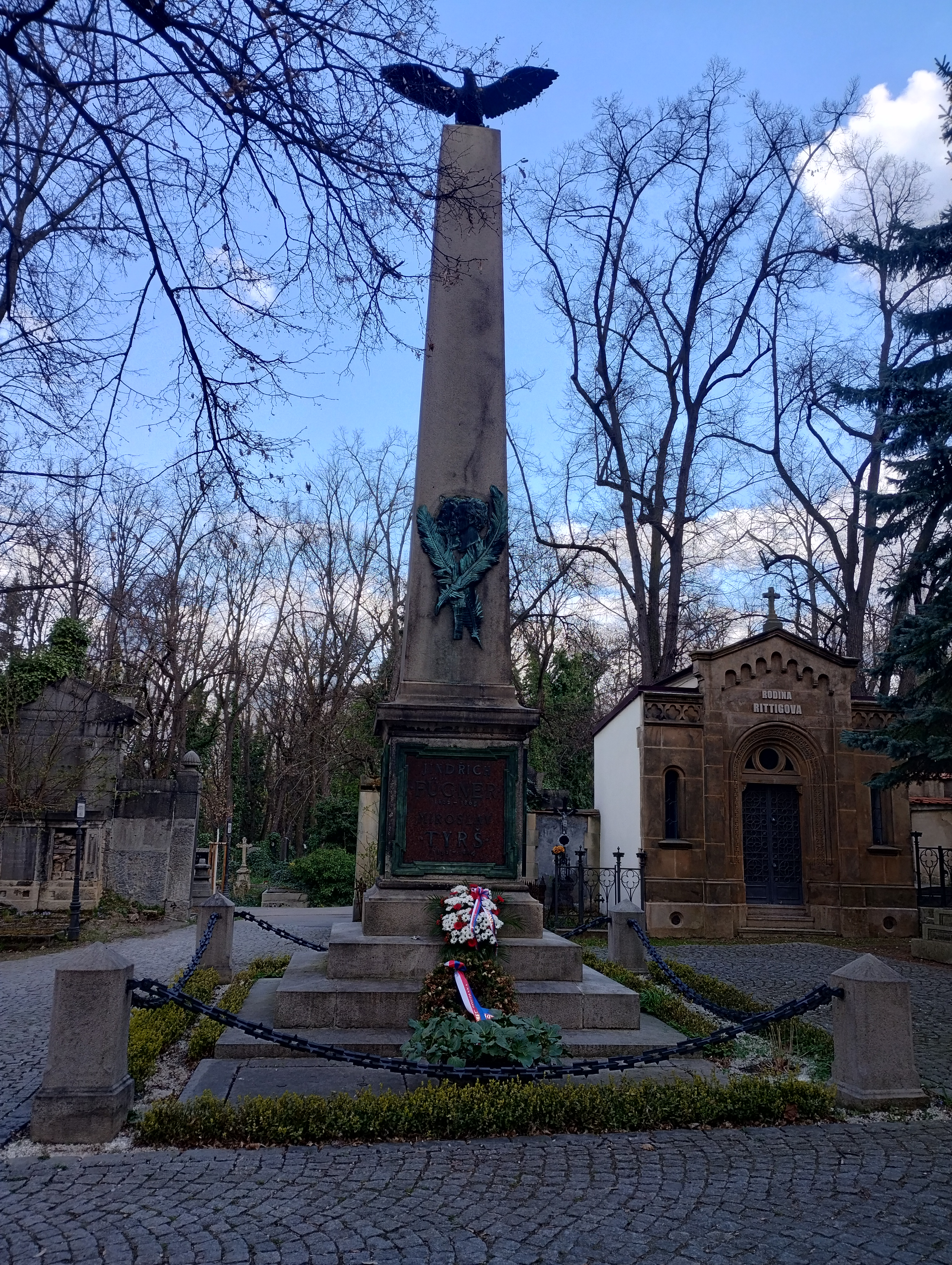
Hrob zakladatelů Sokola Jindřicha Fügnera a Miroslava Tyrše
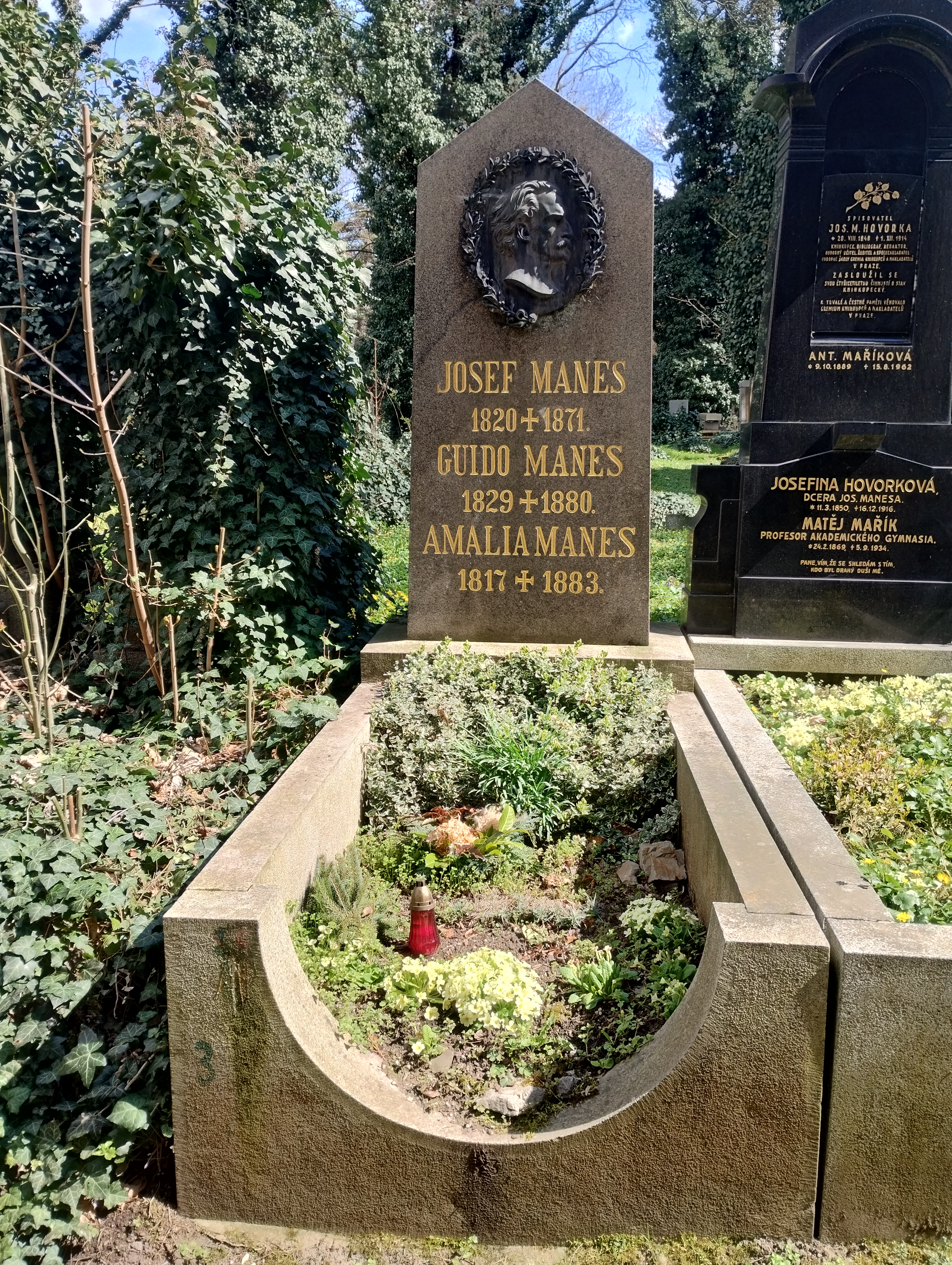
Hrob malíře Josefa Mánesa
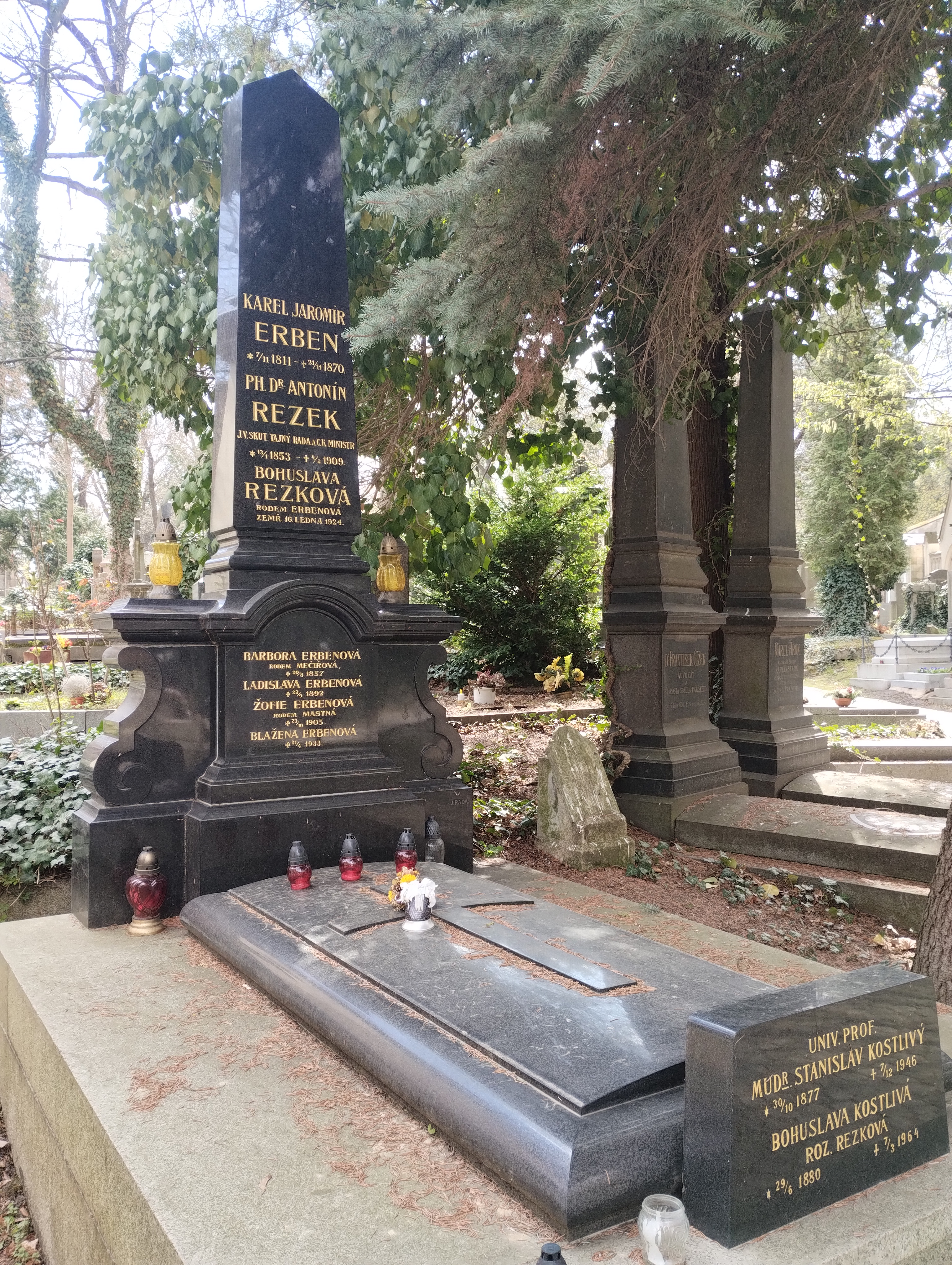
Hrob spisovatele Karla Jaromíra Erbena
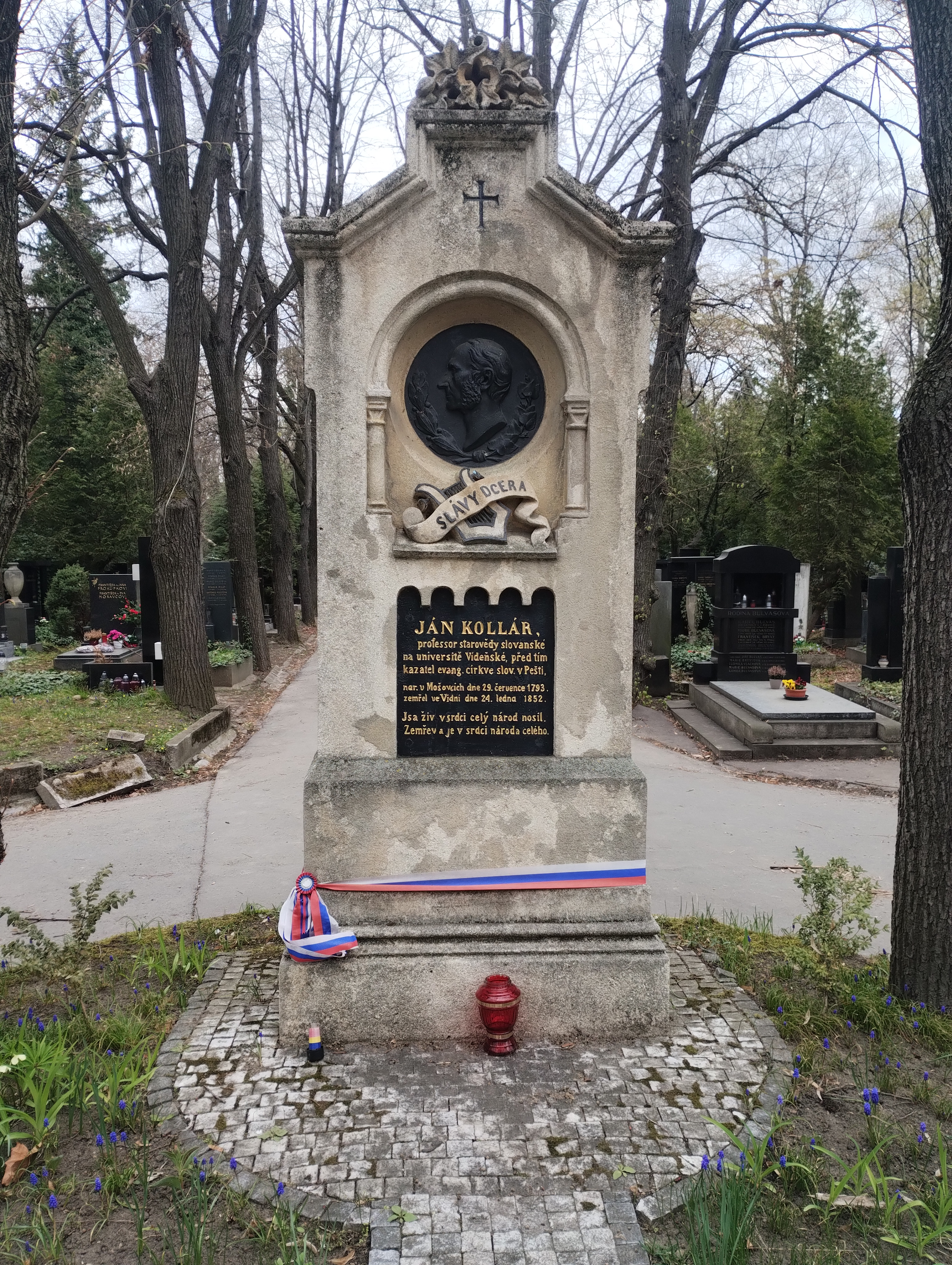
Hrob básníka Jána Kollára
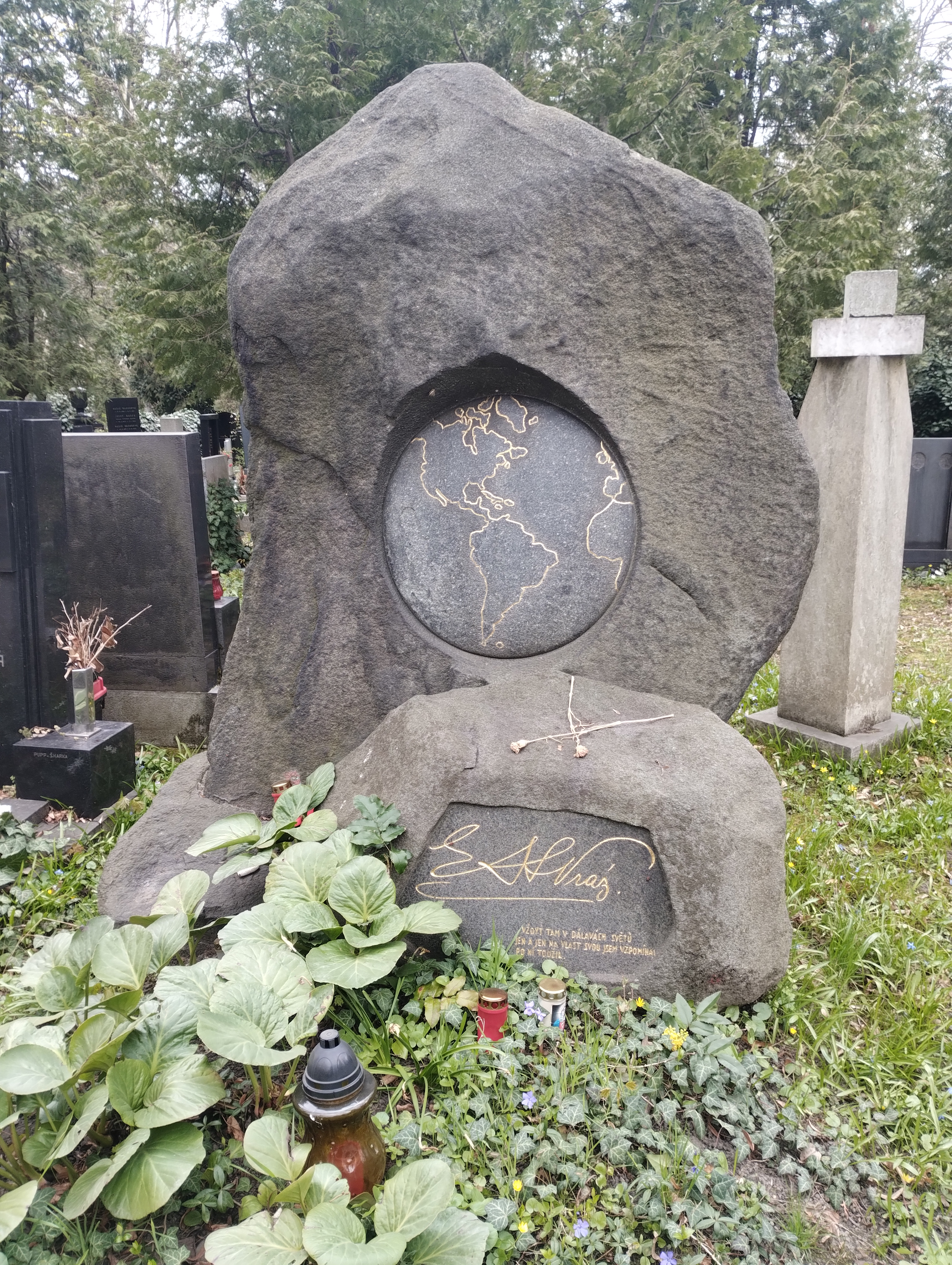
Hrob cestovatele Enriquea Stanka Vráze
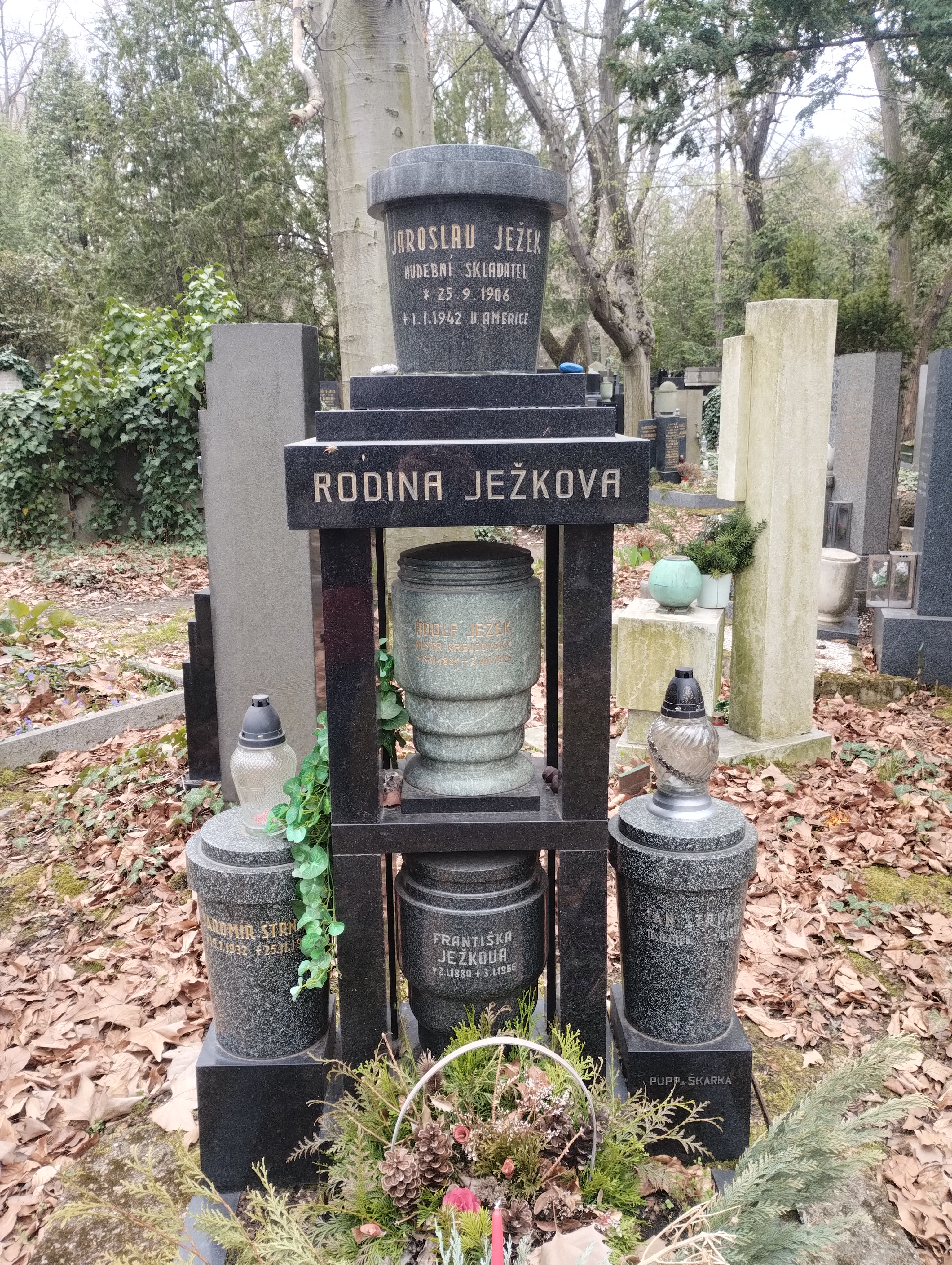
Hrob skladatele Jaroslava Ježka
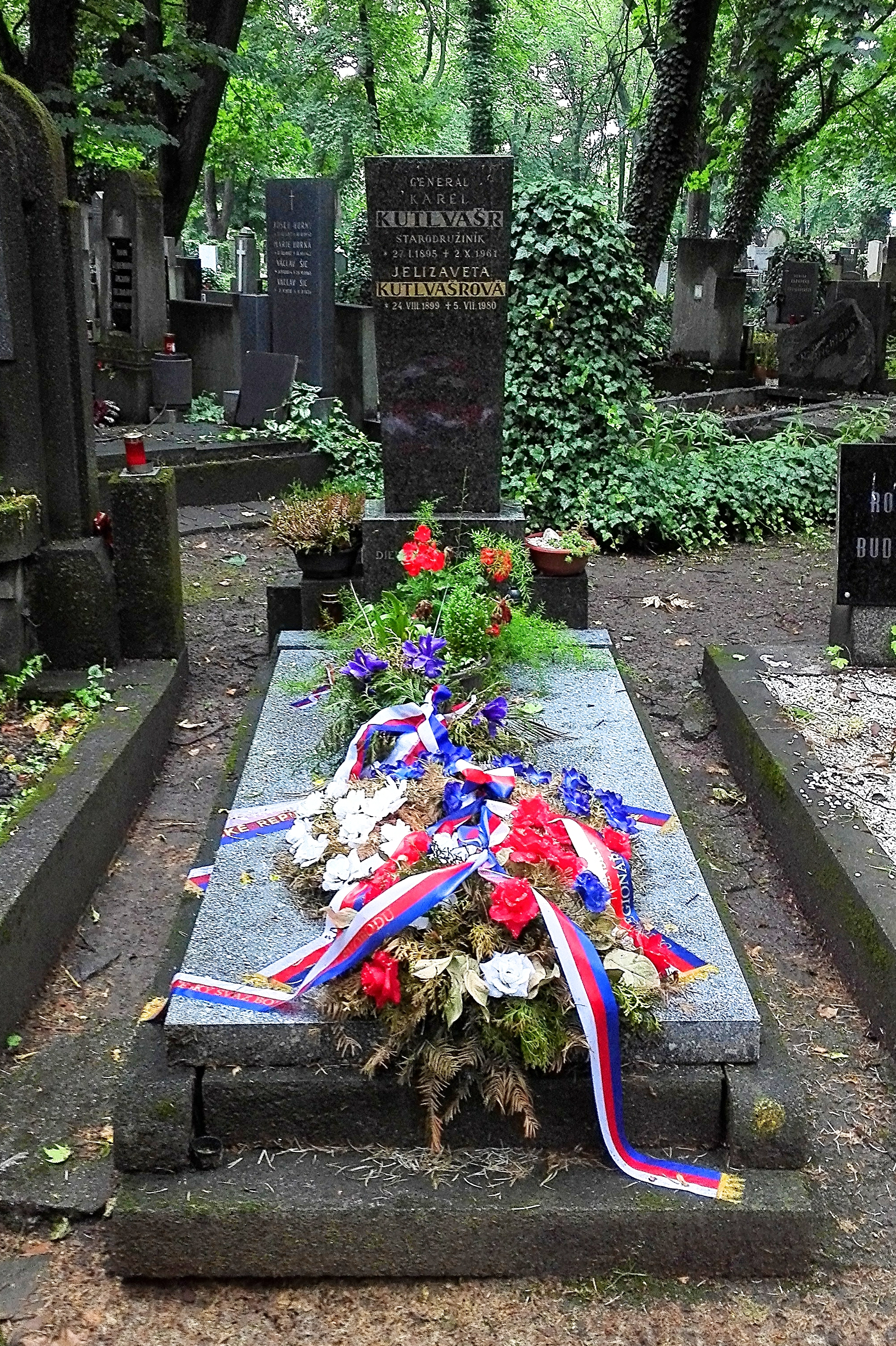
Hrob generála Karla Kutlvašra
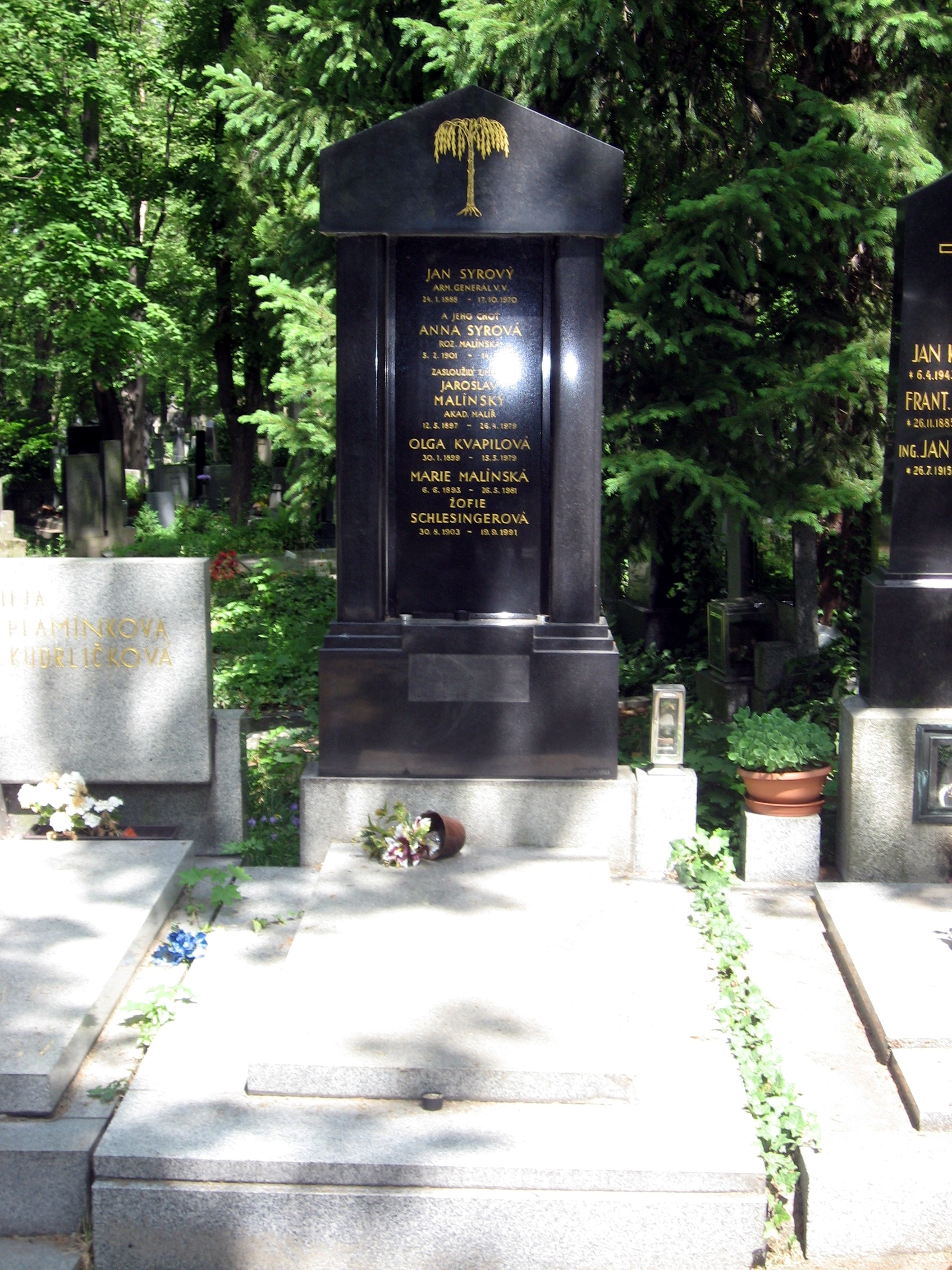
Hrob generála Jana Syrového

## Vojenská pohřebiště
Součástí hřbitovů jsou i pohřebiště padlých českých legionářů a rudoarmějců z 1. světové války, obětí bitvy u Drážďan z roku 1813, obětí Pražského povstání, vojáků ze zemí Commonwealthu, z Rudé armády či Ruské osvobozenecké armády z 2. světové války.
Na IX. hřbitov byly roku 1905 přeneseny ostatky a umělecky cenné náhrobky ze zrušeného vojenského hřbitova v Karlíně, některé od významných kamenosochařů své doby (Václav Prachner a další); pomník padlým carským ruským velitelům z napoleonské bitvy u Chlumce (Kulmu, 1813), který vytesal kameník Jan Ludvík Kranner podle návrhu Josefa Berglera, se dnes nachází na čestném pohřebišti Rudé armády.
Justiční „případ Olšanské hřbitovy“ byl údajně jedním z posledních politických procesů v Československu, který proběhl s tzv. záškodníky z Olšanských hřbitovů v létě roku 1988 u Městského soudu v Praze.
V roce 2004 byla na hřbitov instalována socha Jana Švermy od Antonína Nykla z roku 1969, která předtím stávala u dnešního Štefánikova mostu, který v té době nesl jméno právě po Švermovi. Roku 2013 přibyla socha Julia Fučíka od Miroslava Šonky z roku 1978, která stávala u brány tehdejšího Parku kultury a oddechu Julia Fučíka (dnešní areál Výstaviště Praha) a z Vysočan socha Jožky Jabůrkové od Věry Merhautové.
Od roku 2015 je součástí vojenského pohřebiště i památník příslušníkům policie a četnictva, který je věnován obětem okupace 1938–1945 z řad policie a četnictva.

Vojenské pohřebiště na Olšanských hřbitovech
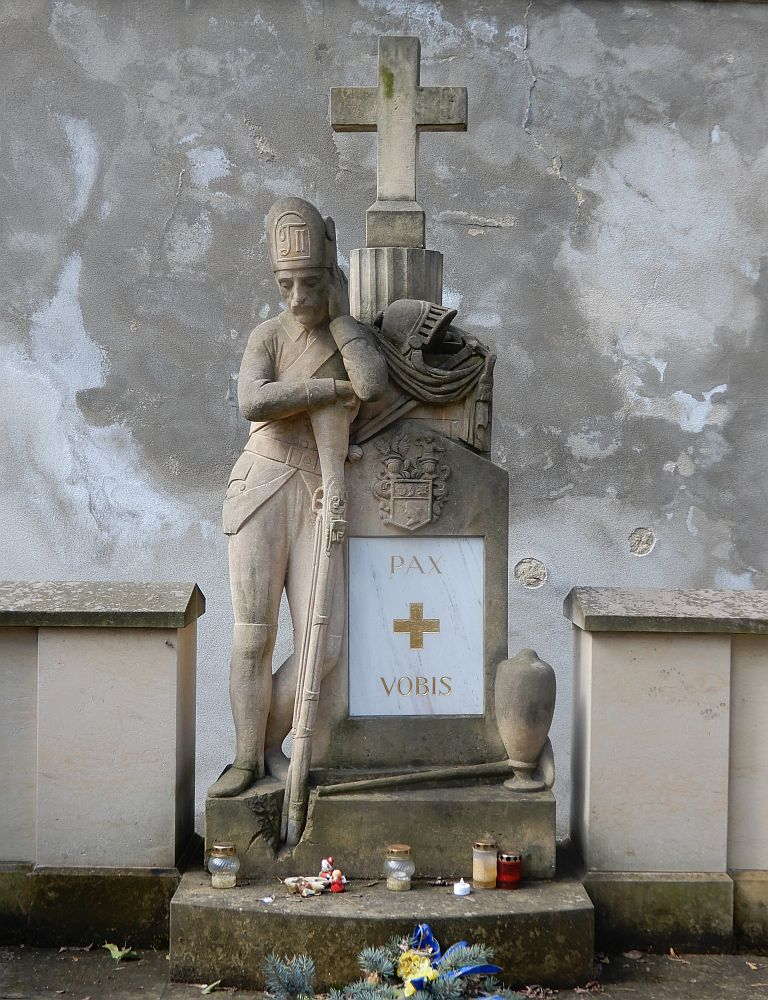
Pomník obětem válek z let 1735–1834 (uložené přenesené ostatky ze zrušeného Vojenského hřbitova v Karlíně), socha fyzilíra od Josefa Malínského[p. 1]
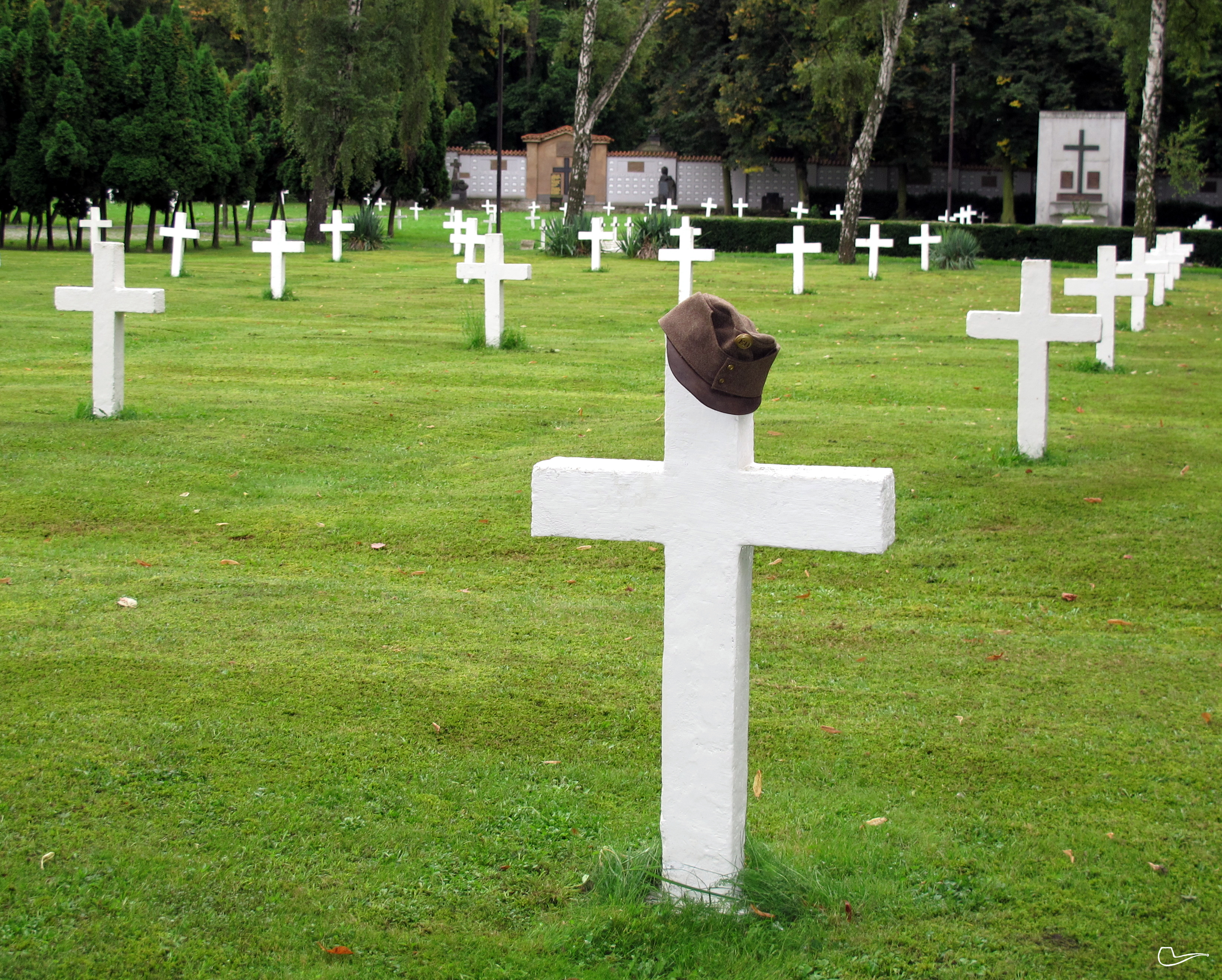
Pohřebiště obětí I. světové války
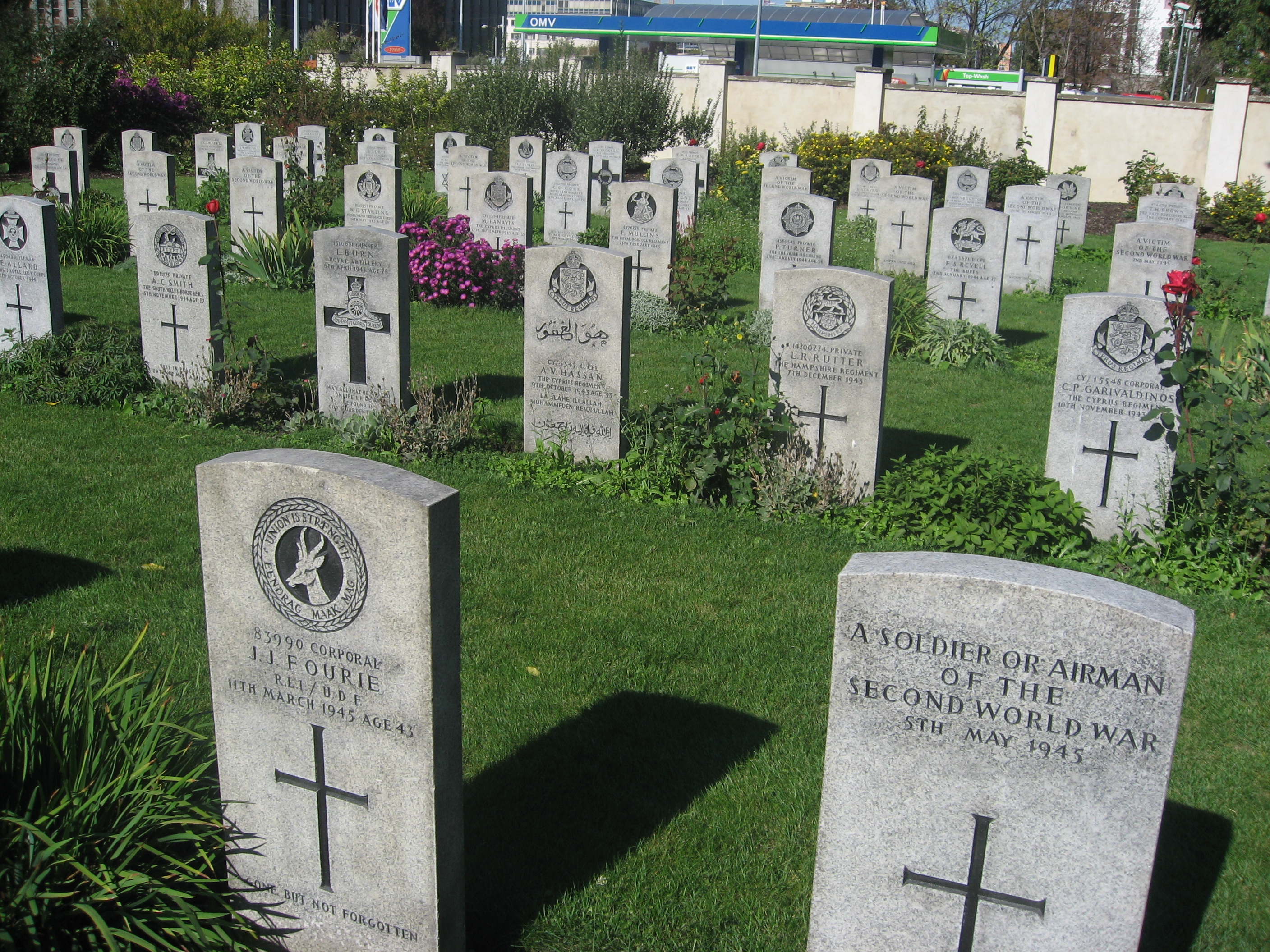
Pohřebiště vojáků ze zemí Commonwealthu
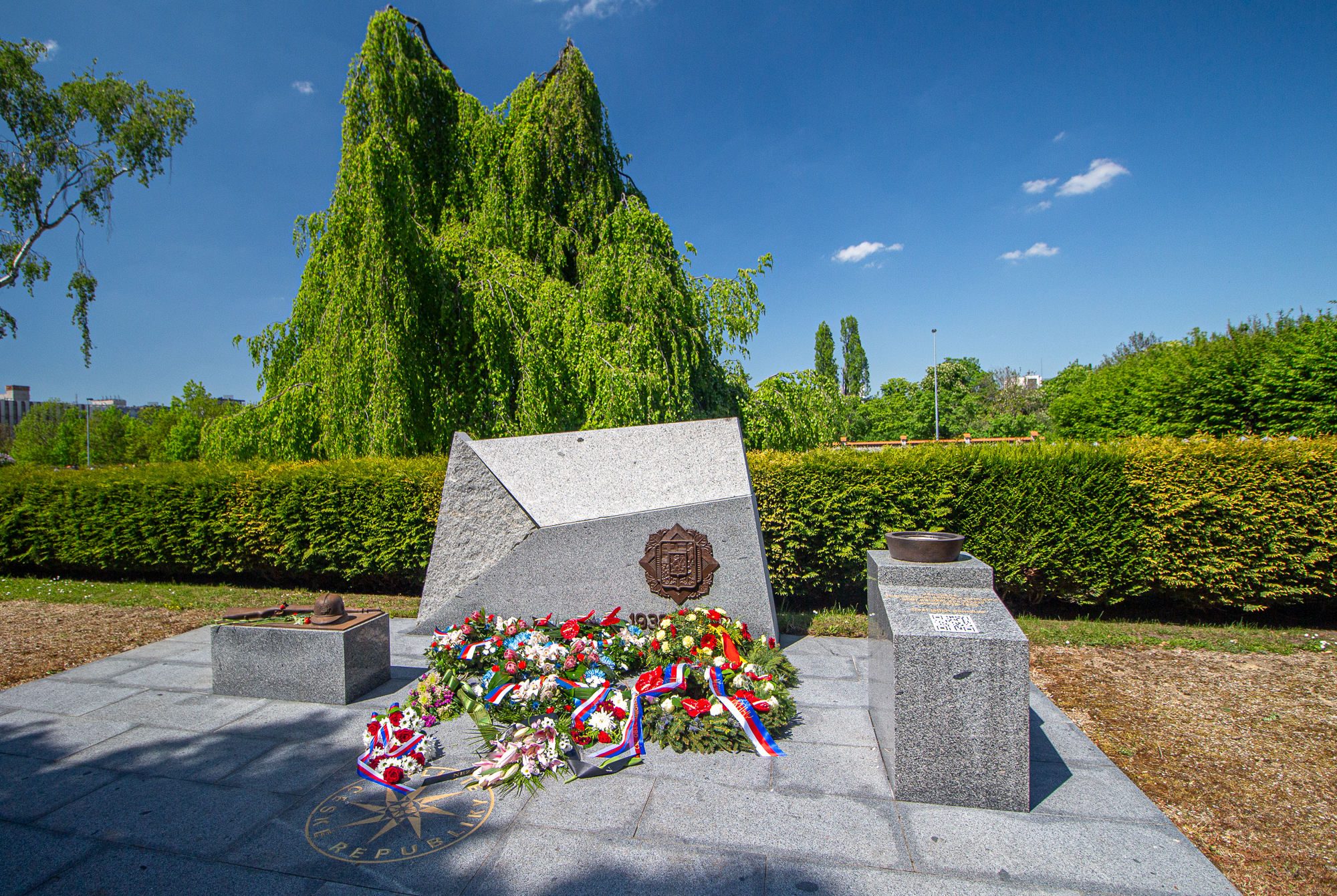
Památník příslušníkům policie a četnictva
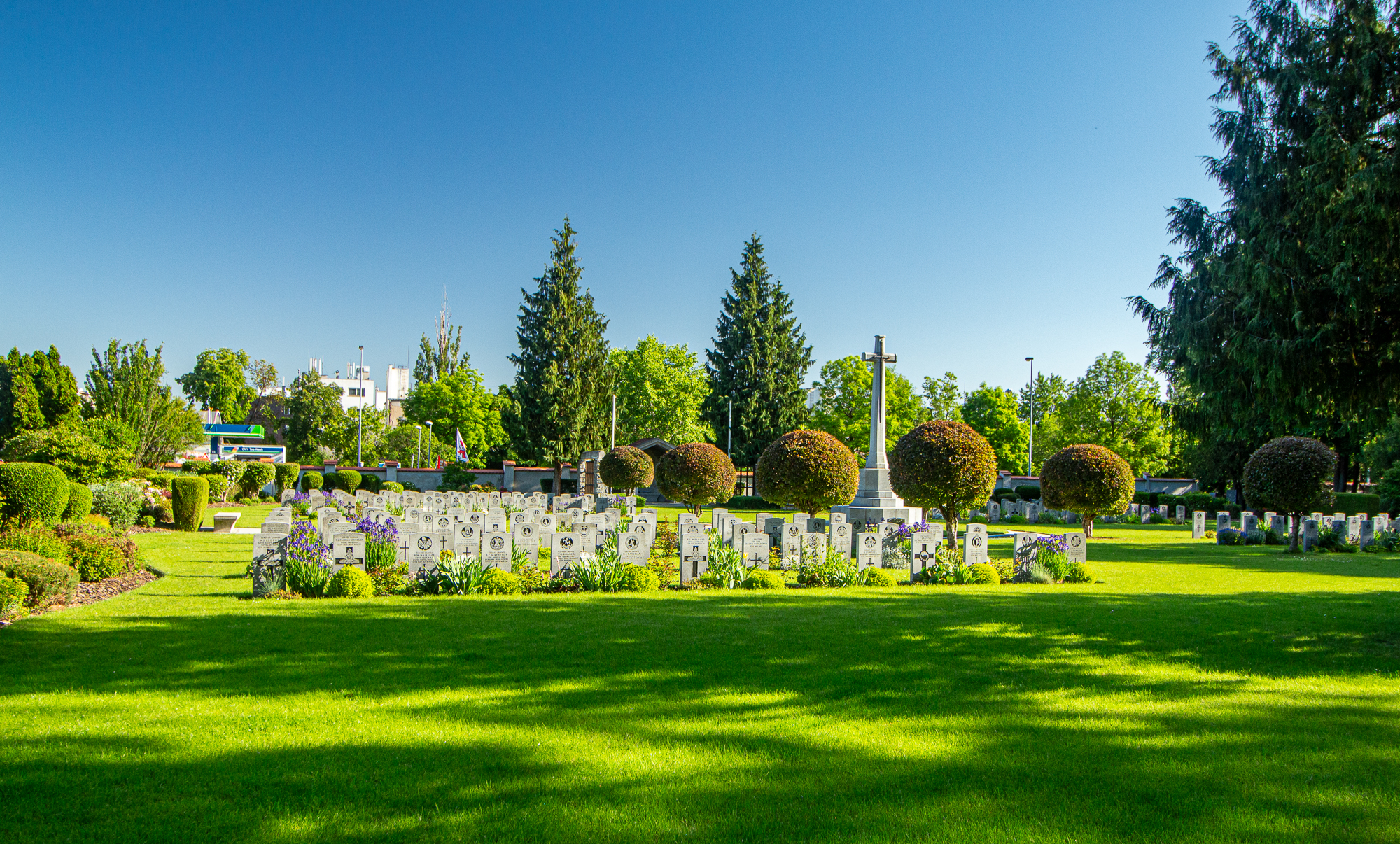
Bílý kříž a čestné pohřebiště vojáků Commonwealthu
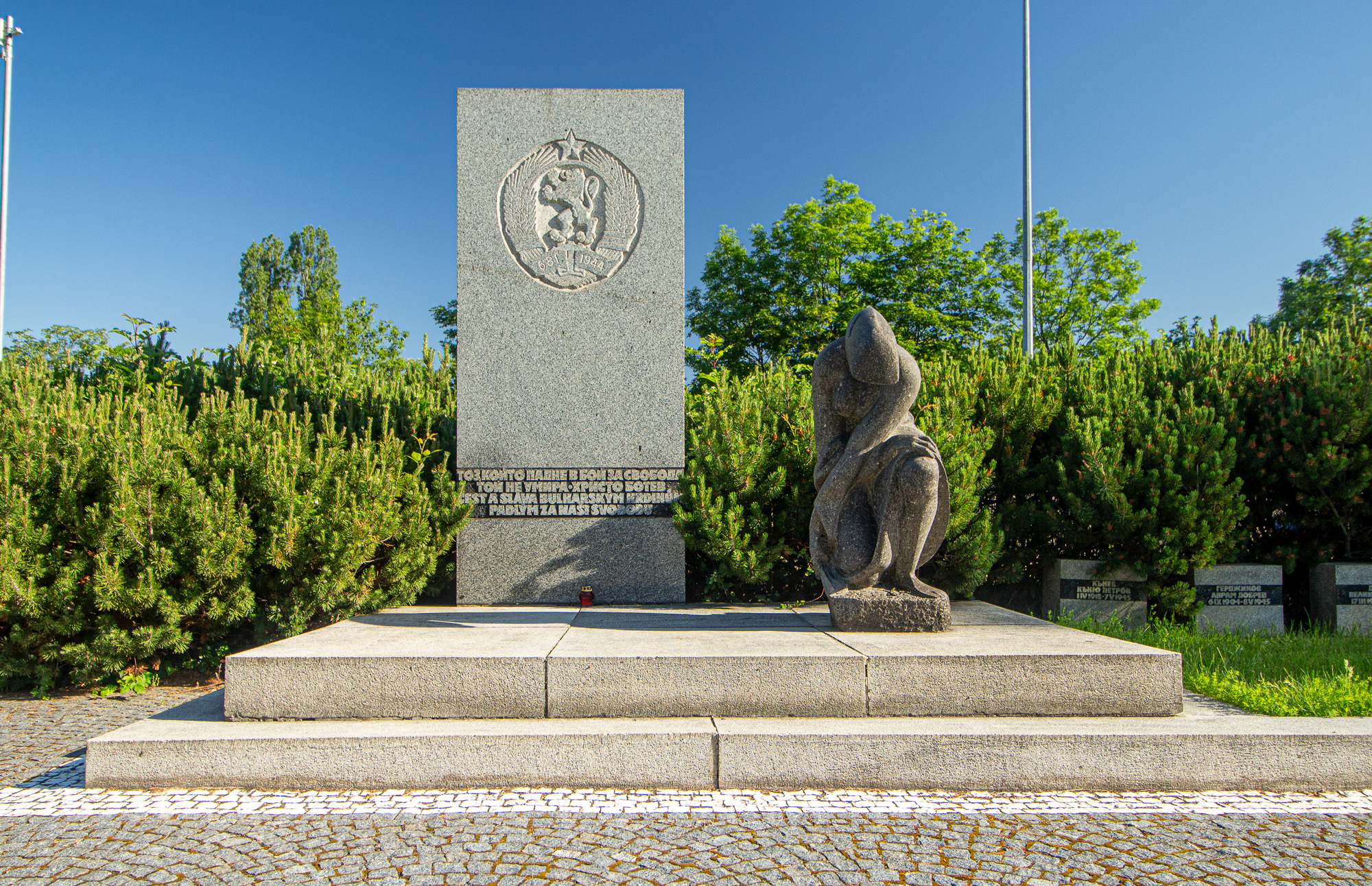
Pomník bulharským vojákům
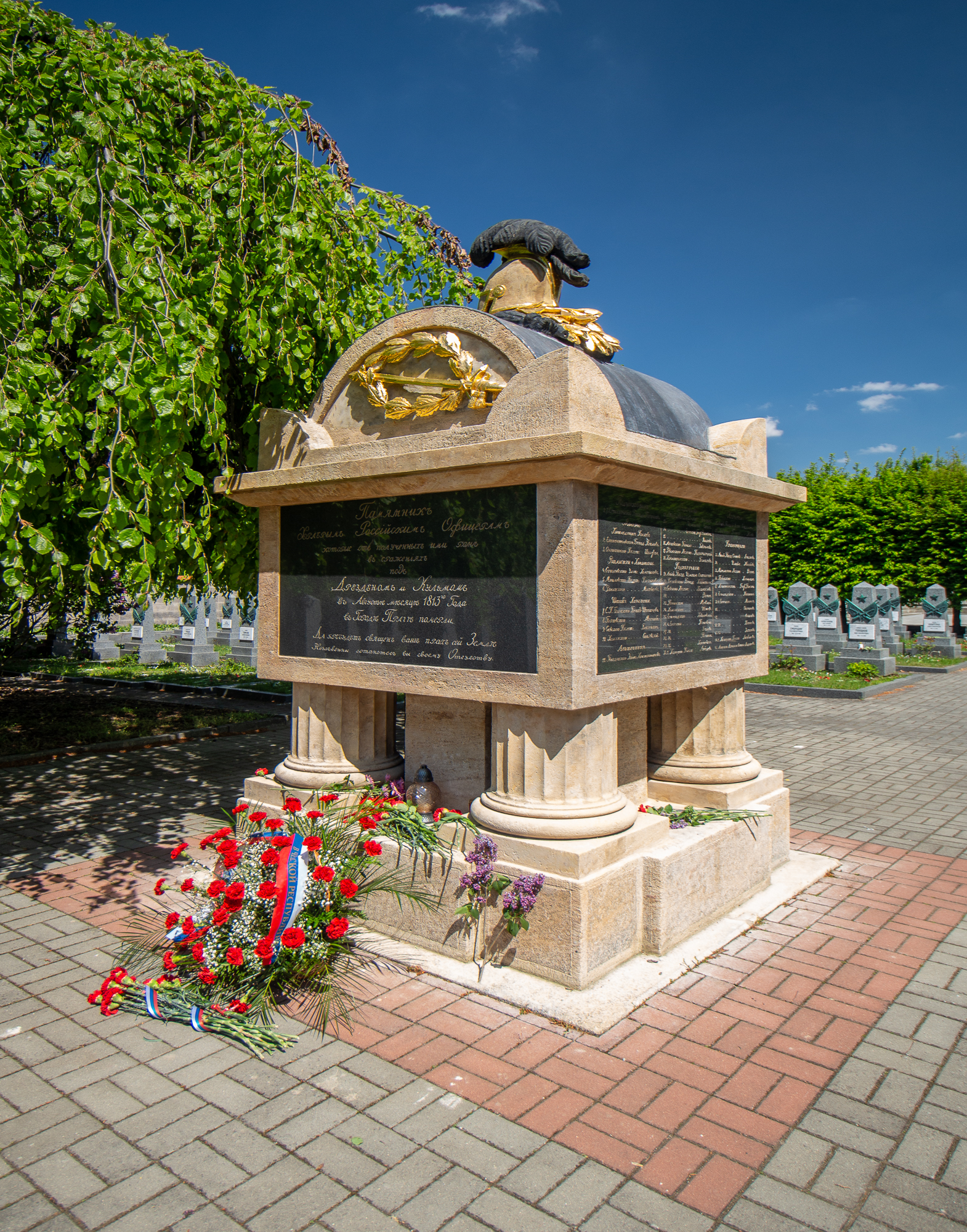
Památník ruských důstojníků z bitev u Drážďan a Chlumce v roce 1813
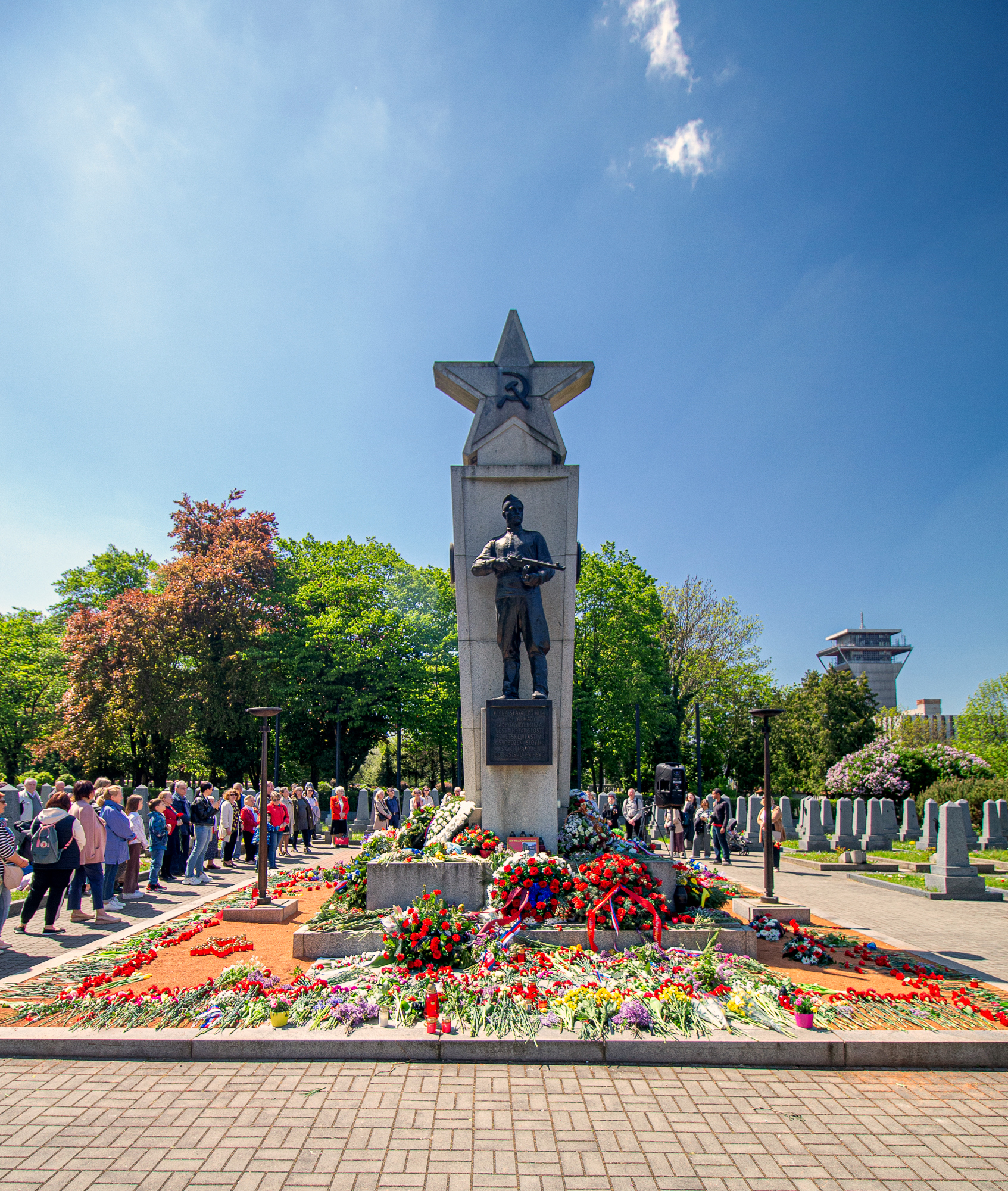
Pohřebiště sovětských vojáků

## Pravoslavná část

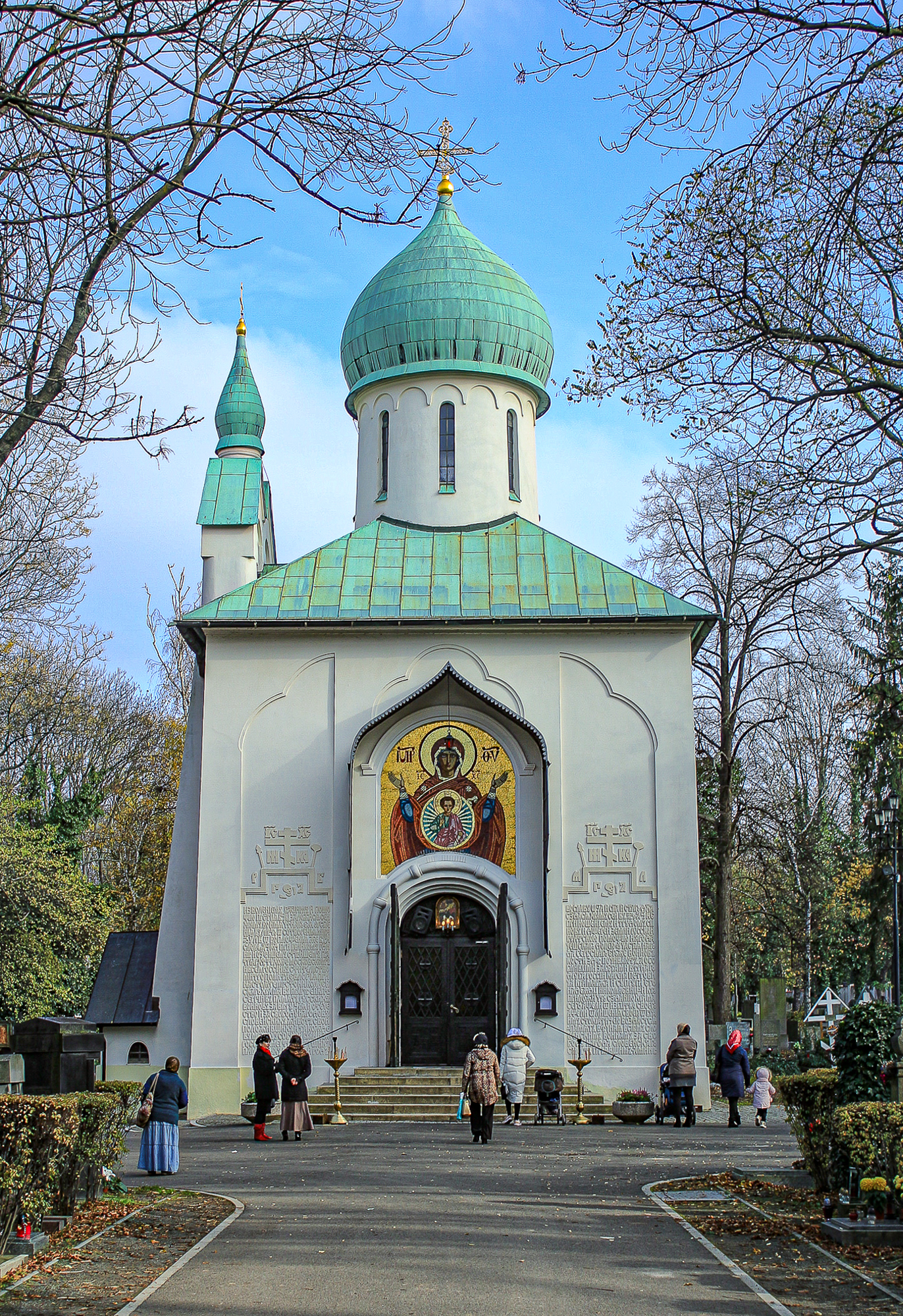
Pravoslavný chrám Zesnutí přesvaté Bohorodice

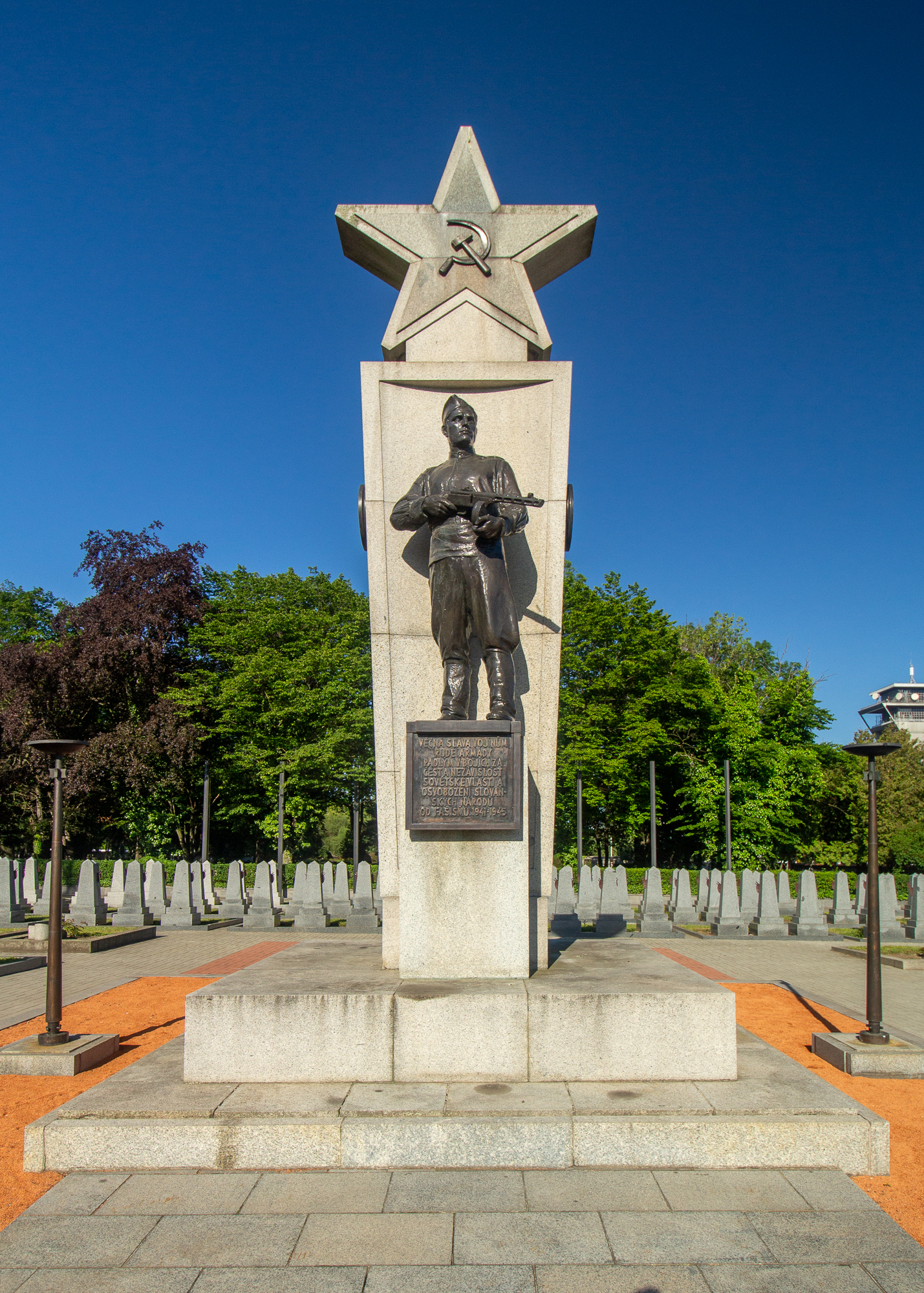
Čestné pohřebiště sovětských vojáků

Jedna část Olšanských hřbitovů je vyhrazena pro pravoslavné, jejíž součástí je také nevelký chrám Zesnutí přesvaté Bohorodice, kde se konají pohřební obřady a vzpomínky za zesnulé (panychida), ale i běžné nedělní a ostatní bohoslužby, kterých se účastní převážně rusky hovořící věřící.

### Pohřbení
V pravoslavné části Olšanských hřbitovů jsou pochovány některé význačné osobnosti:
- Karel Kramář – předseda vlády ČSR
- Naděžda Nikolajevna Kramářová – manželka Karla Kramáře
- metropolita Dorotej – pravoslavný arcibiskup pražský a metropolita pravoslavné církve v českých zemích a na Slovensku
- Ivan Ivanovič Lapšin – historik, filosof
- Arkadij Averčenko – spisovatel, satirik
- Pavel Ivanovič Novgorodcev – právník a filosof
- Pjotr Nikolajevič Savickij – sociolog a geograf, básník a publicista
- Nikodim Pavlovič Kondakov – historik umění
- Naděžda Brusilovová-Želichovová (1864–1938) – vdova po generálu Alexeji A. Brusilovovi, organizátorovi slavné ofenzivy z roku 1916, později vrchním veliteli ruské armády (1917) a inspektoru ruského jezdectva
- Nikolaj Nikolajevič Ipaťjev, majitel Ipaťjevova domu v Jekatěrinburgu, který mu bolševici zabavili a v něm věznili a zavraždili ruského cara Mikuláše II. s manželkou Alexandrou a dětmi
- Nikolaj Alexandrovič Chodorovič – ruský generál, který byl jedním z těch, kdo se zasadil o vznik České družiny – předchůdkyně československých legií v Rusku
- Jiří Mackevič (1887–1941) – ruský legionář a brigádní generál československé armády

Na čestném vojenském pohřebišti je pochováno také množství padlých ruských a sovětských, podobně jako bulharských a dalších pravoslavných vojáků z první i druhé světové války.

## Židovské hřbitovy

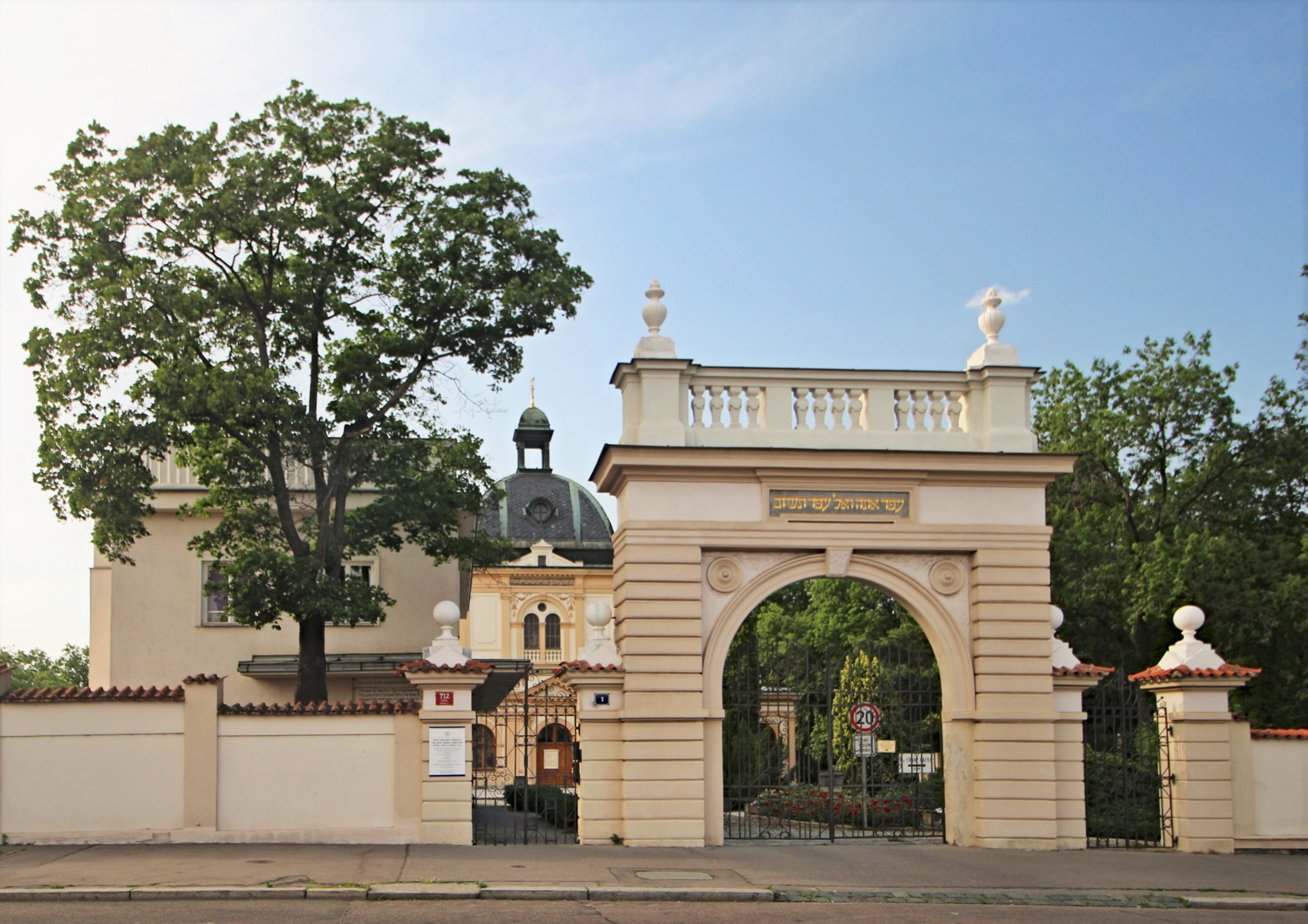
Nový židovský hřbitov na Olšanech

Součástí komplexu hřbitovů je i Nový židovský hřbitov se dvěma obřadními síněmi. Je zde pohřbena řada významných osobností politiky, kultury i průmyslu, například Franz Kafka, Jiří Orten, František R. Kraus, příslušníci podnikatelské rodiny Petschků, kantor Ladislav Blum, spisovatel Ota Pavel a další.

## Muslimské pohřebiště
V roce 2004 zřídila Islámská nadace v Praze v areálu Olšanských hřbitovů muslimský hřbitov, konkrétně se jedná o oddělení 29 II v rámci obecního hřbitova.